# جيمس لانيير
جيمس لانيير (بالإنجليزية: James Lanier)‏ هو محامي ورائد أعمال أمريكي، ولد في 22 نوفمبر 1800 في مقاطعة بوفورت في الولايات المتحدة، وتوفي في 27 أغسطس 1881.